# Perdrix rouge
Alectoris rufa
Espèce
Statut de conservation UICN

 NT A2bcde+3bcde+4bcde : Quasi menacé

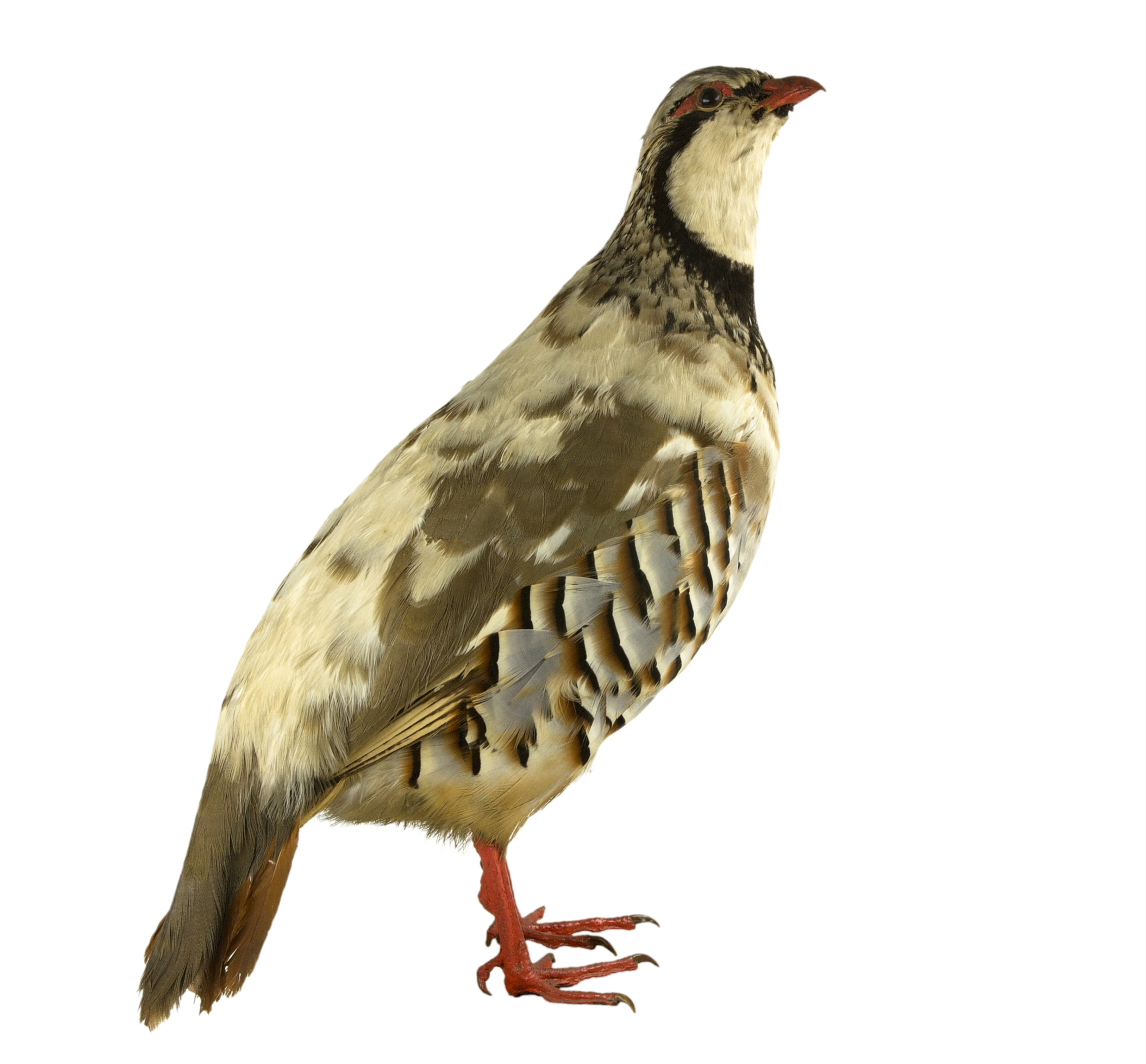
Alectoris rufa - Muséum de Toulouse

La Perdrix rouge (Alectoris rufa) est une espèce d'oiseaux de la famille des phasianidés.
Cette espèce est en voie de régression depuis le XIXe siècle et a localement disparu d'une partie de son aire naturelle de répartition.

## Morphologie
Cette perdrix mesure environ 32 cm (pour une envergure de 45 à 50 cm).
De loin, elle peut être confondue avec sa cousine, la perdrix bartavelle, mais de près, on peut noter un bandeau blanc au-dessus de l'œil. Les joues et la gorge sont blancs, bordés de noir. Le dessus du corps est rouille, la poitrine gris-bleu. Le bec et les pattes sont couleur de corail.

## Comportement

### Alimentation
L’alimentation est similaire à celle de la perdrix grise et de la perdrix choukar, graines, faînes, feuilles, bourgeons, petits invertébrés, dont des insectes si importants pour l’alimentation des jeunes. Mais elle est aussi capable de se nourrir de légumes, de racines et même de jeunes betteraves. La perdrix rouge fréquente les points d’eau le soir, à la tombée de la nuit.

### Comportement social.
La perdrix rouge vit généralement en compagnie de six à dix oiseaux, mais des rassemblements plus importants, jusqu’à 70 individus et même plus, ont été observés, surtout à l’automne et durant les hivers froids. Les oiseaux non-reproducteurs se regroupent au printemps et en été. Bien que normalement sédentaires, les perdrix vivant en altitude migrent vers les vallées en hiver (Johnsgard 1988).
Vocalisations
Le chant, plus audible le matin, est semblable à celui de la perdrix choukar, chak-chak- chakar-choukar. Le cri d’alerte rappelle un peu le rythme d’une machine à vapeur au démarrage go-chak-chak, go-chak-chak, go-chak-chak . Le cri de contact et de ralliement est beaucoup plus doux chik-chik-chik-chik.

## Reproduction

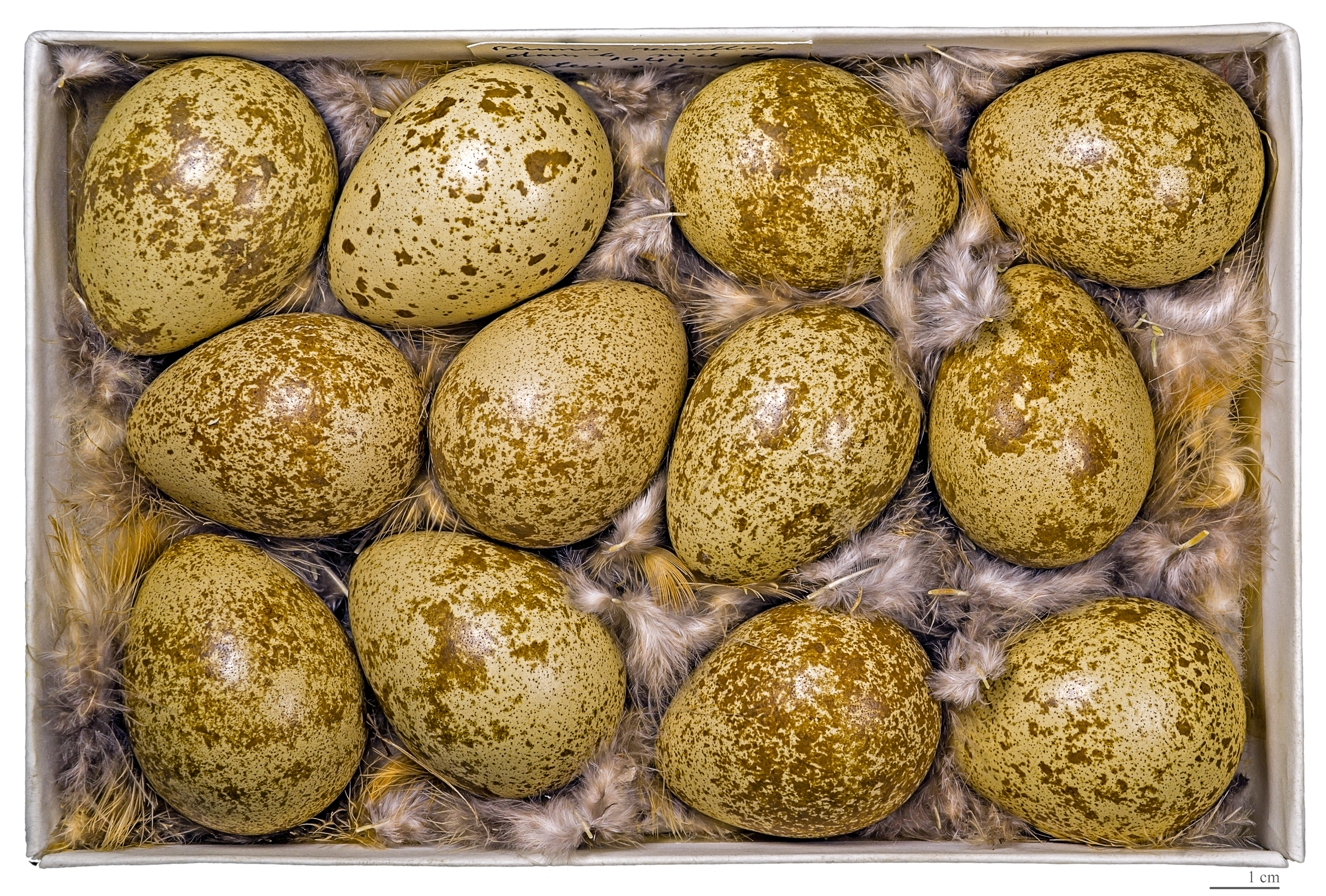
Œufs dAlectoris rufa - Muséum de Toulouse

La perdrix rouge est monogame. Le mâle marque son territoire en chantant, du haut d’un promontoire, corps dressé, plumes gonflées. Le nid est une simple cuvette délimitée par des herbes et placée sous un buisson ou une touffe d’herbes. Le mâle prépare plusieurs nids et la femelle choisit celui dans lequel elle va pondre. La ponte a lieu en mai-juin en France, avril-mai au Portugal. Il n’y a généralement qu’une ponte par an, parfois deux ; elles sont alors simultanées et les parents couvent chacun une ponte, le mâle se chargeant de la première. La femelle pond une dizaine d'œufs, au fond blanc taché de brun. L'incubation est de l'ordre de 24 jours. Les poussins, nidifuges, restent ensemble jusqu'à la saison de reproduction suivante. La femelle peut pondre deux couvées successives, dans deux nids différents. L'une d'elles est alors couvée par le mâle. En cas de destruction du nid, la femelle peut faire une deuxième ponte. Les jeunes atteignent leur taille adulte vers l’âge de deux mois. Toute la famille reste réunie jusqu’en hiver.

## Répartition et habitat

### Répartition
La Perdrix rouge se rencontre dans une grande partie de la France, en Italie, dans la péninsule Ibérique, en Algérie et au Maroc. Elle a été introduite dans les Balkans, les îles Britanniques, l'Algérie ainsi qu'en Nouvelle-Zélande. Elle a disparu de Suisse et se rencontre très rarement en Allemagne.
En France selon l'ONCFS, « depuis quatre siècles, la répartition de la Perdrix rouge se caractérise par un retrait vers le sud-ouest de plusieurs centaines de kilomètres, avec l’abandon des stations à climat continental situées en bordure NE de son aire de répartition. On n’observe pas de diminution importante de la distribution de l’espèce entre les deux enquêtes sur les oiseaux nicheurs en France. Elle ne niche plus à l’est des départements de la Côte d’Or et de l’Ain ni en Savoie, mais elle a progressé au nord et sa reproduction a été nouvellement prouvée dans la plupart de son aire de répartition continentale et en Corse », peut être en lien avec des problèmes de pollution génétique (introgression de gènes de la perdrix choukar, introduits dans les populations françaises via les repeuplements souvent faits avec des lignées de perdrix hybridées avec cette perdrix exotique).

### Habitat
Cette espèce fréquente les terrains rocailleux à la végétation buissonneuse, les plateaux arides et les collines sèches ainsi que les terrains incultes.

## Systématique
- L'espèce a été décrite par le naturaliste suédois Carl von Linné en 1758 sous le nom initial de Tetrao rufus[4].

### Synonyme
- Tetrao rufus Linné, 1758 (protonyme)

### Nom vernaculaire
- La perdrix rouge.

### Taxinome
Sous-espèces
- Alectoris rufa rufa (Linnaeus, 1758) est la sous-espèce nominative qui se rencontre en France (Corse comprise), en Italie et en Angleterre.
- Alectoris rufa hispanica (Seoane, 1894) vit au Portugal, dans le nord et l’ouest de l’Espagne, à Madère et aux Açores. Elle est plus colorée que la forme nominative et le bec est plus fort.
- Alectoris rufa intercedens (Brehm, 1857) est la forme rencontrée dans le sud et l’est de l’Espagne et aux îles Canaries. Elle est plus grise sur le croupion et plus colorée sur les parties inférieures.

## La Perdrix rouge et l'Homme

### Statut, conservation
Bien qu’encore abondante en certaines régions, la perdrix rouge a entamé un déclin régulier depuis la fin des années 1970. Les changements de pratiques agricoles et la destruction des habitats qui s’est ensuivie en sont les causes principales, mais la chasse en est une autre. Une chasse irraisonnée a conduit à des lâchers de perdrix issues d’élevage, lesquelles se sont révélées souvent croisées avec la perdrix choukar ou, plus rarement, la perdrix bartavelle, entraînant ainsi une pollution génétique dans les populations locales de perdrix rouges. Cette introgression massive a été constatée en France, en Espagne et en Italie (Hennache & Ottaviani 2011).

## Dynamique de population et causes de régression
En France, l'estimation de ses effectifs en 2007 est d'environ 300 000 couples.
Parmi les causes de sa régression on peut citer :
- la destruction, l’artificialisation et la fragmentation écologique d'une partie de ses habitats ;
- des intoxications par les pesticides notamment dans les zones d'agriculture intensive. Les insecticides peuvent aussi la priver d'une partie de ses proies ;
- la prolifération des sangliers détruisant les nids, mais également celle des rapaces se nourrisant à la fois des œufs et des perdrix ;
- la chasse : la perdrix rouge est une espèce abondamment chassée, et souvent parmi les premières dans le tableau de chasse au petit gibier dans le Sud de la France et sur le pourtour méditerranéen ;
- le dérangement et la prédation par les chats et chiens ne doit pas être sous-estimée, rappelle l'ONCFS, alors que le dérangement par l'homme (en l'absence de chasse) n'est a priori pas une cause de régression (sur l'île de Porquerolles où les visiteurs sont nombreux, surtout en période de reproduction, on compte plus de 20 couples nicheurs de perdrix rouge par 100 hectares[6] ;
- la mort par collision avec des véhicules ;
- dans les élevages, elles se montrent sensibles à diverses parasitoses (endoparasites, ectoparasites[7]), maladies infectieuses, bactériennes ou virales[8], éventuellement mortelles ;
- le saturnisme aviaire ; c'est une conséquence indirecte des pratiques de chasse et parfois un effet collatéral du ball-trap ou la conséquence d'une pollution industrielle. 
Tous les oiseaux (qui n'ont pas de dents) recherchent des petits cailloux arrondis comme « gastrolithe ». Ces petits cailloux sont stockés dans le gésier de l'oiseau où ils servent à broyer les graines et insectes, escargots, plantes ou invertébrés qu'il mange. Les billes de plomb ont une taille et une forme qui convient aux oiseaux pour ce faire, d'autant plus que leurs zones d'alimentation sont aussi celles où ils sont le plus souvent et facilement chassés et donc les plus enrichies en plomb  (une cartouche moyenne de chasse contient de 200 à 300 grenailles de plomb (selon le no , c'est-à-dire la taille du plomb). Les perdrix font partie des nombreux oiseaux vulnérables au saturnisme animal induit par la chasse[9]. Une étude a en 2009 compté 7.4 plombs/m2 dans un habitat chassé de perdrix rouges[10] en Espagne ; selon les régions étudiées, de 1,4 % à 3,9 % des perdrix capturées présentaient au moins un plomb ingéré[10], et on sait depuis 1991 que ce taux de prévalence est fortement sous-estimé car les plombs sont rapidement érodés dans le gésier, et car les oiseaux morts ou gravement intoxiqués se cachent très soigneusement pour mourir et échappent ainsi à ces comptages[11]. Comme d'autres oiseaux picorant leur nourriture sur le sol ou près du sol, de nombreuses perdrix s'intoxiquent ainsi ou meurent empoisonnées par le plomb qu'elles ont ingéré[12],[13]. Celles qui risquent plus d'être victimes d'accident, de tir de chasse ou d'un prédateur car le saturnisme induit une perte de vigilance (le plomb est un puissant neurotoxique). Les perdrix intoxiquées volent et s'enfuient avec plus de difficultés car le plomb est un paralysant à des doses correspondant à celles libérées en quelques dizaines d'heures par quelques grenailles ingérées par un oiseau. En outre, le plomb affaiblit le système immunitaire de la perdrix en la rendant plus vulnérable aux maladies, éventuellement contagieuses pour d'autres perdrix. 
La perdrix choukar (espèce proche et souvent hybridée par les éleveurs avec la perdrix rouge) est victime du même problème. 
De nombreux pays ont adopté une législation interdisant le plomb dans les cartouches, mais souvent uniquement dans les zones humides, ce qui ne protège pas les oiseaux des milieux secs, dont l'environnement est chaque année "enrichi" que millions de billes de plomb qui s'ajoutent à celles des années antérieures, car le plomb n'est pas biodégradable. Ce saturnisme est en partie transmissible aux consommateurs de gibier[10] ;

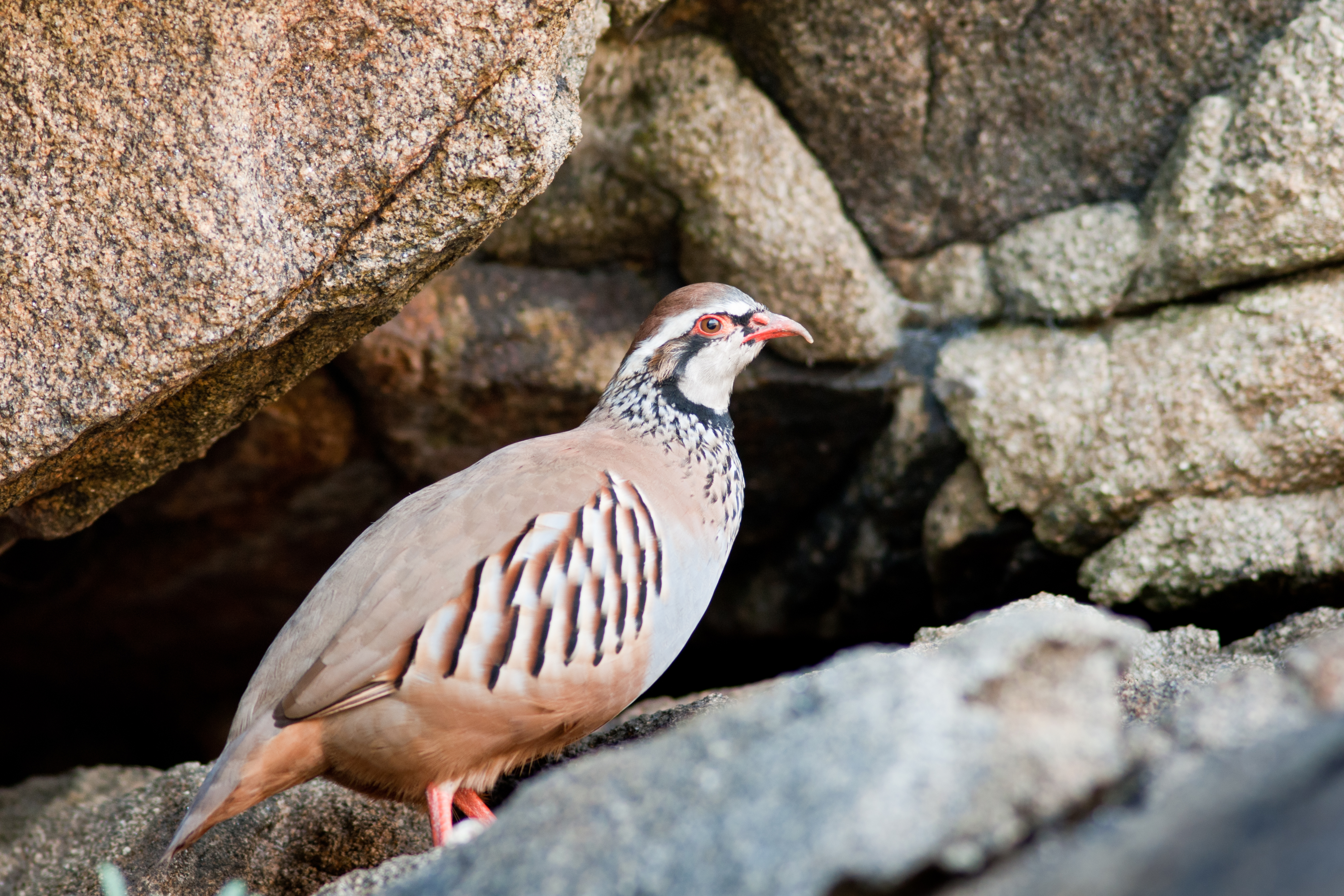
Perdrix rouge en Bretagne